# One Million Dollars
One Million Dollars è un film muto del 1915 diretto da John W. Noble. La sceneggiatura di George DuBois Proctor si basa su One Million Francs, romanzo di Arnold Fredericks (pseudonimo di Frederic Arnold Kummer) pubblicato a New York nel 1912.

## Trama
Noto criminologo, mentre si trova in India Richard Duvall salva la vita di un sacerdote buddista che, per ringraziarlo, gli dona una magica sfera di cristallo che gli permetterà di liberare il suo corpo astrale. Lasciando il tempio, Duvall incontra Grace Ellicott che si trova in India insieme alla zia e al marito di lei, il conte D'Estes. Ritornato in Inghilterra, guardando il suo globo, Duvall è felice di rivedere la ragazza conosciuta in India. Viene a sapere che la zia di Grace, nel frattempo, è morta. La ragazza sospetta qualcosa di strano in quella morte improvvisa e manifesta i suoi dubbi a Duvall. Lui, consultando la sfera, ricostruisce parte del complotto che ha portato alla scomparsa della contessa. In effetti suo marito, spinto dalle pretese sempre più esose della sua amante e aiutato dalla governante, ha avvelenato la ricchissima moglie. Duvall spiega a Grace che la zia ha lasciato a lei la sua intera fortuna, compresa la somma in contanti di un milione di dollari. Ma di quel testamento non si trova alcuna traccia, mentre il conte, invece, esibisce un documento che fa di lui l'unico beneficiario dei beni della moglie. Duvall riesce a introdurre tra i domestici del conte Purtab Gar, un suo fedele servitore. Purtab Gar inizia a mettere in tutta la casa dei biglietti che recitano "Voglio un milione di dollari - Victor Gerard". Travestito da Victor Gerard, Duvall si introduce in casa di D'Estes, ricattandolo e annunciandogli che a mezzanotte si presenterà a ritirare il milione di dollari. Quando il falso Gerard se ne va, il conte avvisa la polizia. Il capo della polizia, allora, chiede a Duvall in qualità di criminologo, la sua collaborazione e lui contatta il conte, organizzando una "trappola" in cui dovrà cadere il suo ricattatore. Ma Gerard, dopo aver preso il denaro, scompare misteriosamente. D'Estes, allora, accusa Grace di aver rubato il milione di dollari e tenta di strangolarla. Ma viene salvata dall'intervento di Purtab Gar. La governante che, nel frattempo aveva cercato di avvelenare anche Grace, viene messa sotto torchio da Duvall che riesce a farle confessare l'omicidio della sua padrona. Per D'Estes non c'è più scampo e viene consegnato alla polizia che, interdetta, ascolta tutta la storia. Adesso Grace e Duvall posso finalmente essere felici insieme.

## Produzione
Il film fu prodotto dalla Rolfe Photoplays.

## Distribuzione
Il copyright del film, richiesto dalla Metro, fu registrato il 22 novembre 1915 con il numero LP7064. Lo stesso giorno, distribuito dalla Metro Pictures Corporation, il film uscì nelle sale cinematografiche statunitensi.
Non si conoscono copie ancora esistenti della pellicola che viene considerata presumibilmente perduta.